# سویلوش
سویلوش (به لاتین: Sviloš) یک منطقهٔ مسکونی در کرواسی است که در Beočin Municipality واقع شده‌است.